# Aleksandr Pavlovich Chekalin
Aleksandr (Shura) Pavlovich Chekalin (en ruso: Алекса́ндр Па́влович Чека́лин; 25 de marzo de 1925 - 6 de noviembre de 1941) fue un adolescente soviético, partisano soviético y Héroe de la Unión Soviética.
Chekalin fue capturado, torturado y ahorcado por sus actividades partisanas en el óblast de Tula, cerca de Moscú, durante la Guerra germano-soviética.

## Biografía

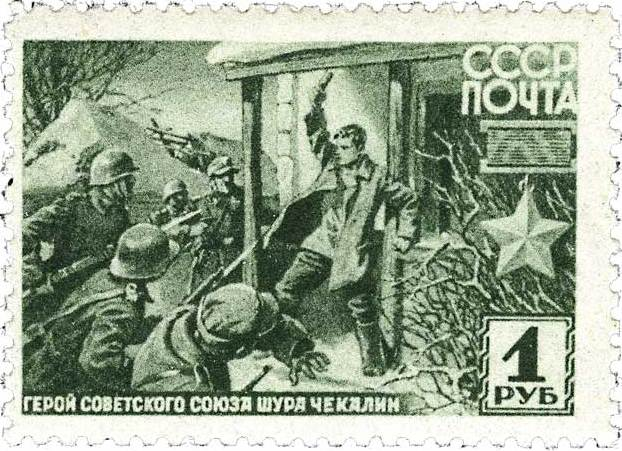
Hazaña de Chekalin representada en un sello soviético de 1942

Aleksandr Pavlovich Chekalin nació el 25 de marzo de 1925 en la aldea de Peskovatoye, uyezd de Lijvinsky, gobernación de Kaluga, en la República Socialista Federativa Soviética de Rusia.
A los dieciséis años, Chekalin participó en actividades de resistencia clandestina en la región de Tula, cerca de Moscú. A principios de noviembre de 1941, participó en una emboscada contra vehículos alemanes, destruyendo uno con una granada de mano. Al enfermar, quedó postrado en cama y su ubicación fue delatada por un informante desconocido.
Cuando los alemanes llegaron para arrestarlo, les lanzó una granada de mano que no explotó. Fue brutalmente torturado y ahorcado el 6 de noviembre de 1941. Su cuerpo permaneció colgado durante veinte días, y solo fue retirado tras la recuperación del área por el Ejército Rojo.

## Condecoraciones
- Héroe de la Unión Soviética (póstumamente; 4 de febrero de 1942)[1]
- Orden de Lenin (1942)[1]

## Legado
En 1944, la ciudad de Lijvin fue renombrada como Chekalin en su honor.